# Actinopterygii in Italia
Nelle tabelle l'elenco delle famiglie e specie di pesci suddivise per ordini appartenenti alla classe Actinopterygii presenti in Italia.

## Acipenseriformes
| Famiglia      | Nome scientifico        | Nome comune     | Origine    | Habitat  | Immagine |
| ------------- | ----------------------- | --------------- | ---------- | -------- | -------- |
| Acipenseridae | Acipenser naccarii      | Storione cobice | endemico   | anadromo |          |
| Acipenseridae | Acipenser sturio        | Storione        | nativo     | anadromo |          |
| Acipenseridae | Acipenser transmontanus | Storione bianco | introdotto | anadromo |          |
| Acipenseridae | Huso huso               | Storione ladano | nativo     | anadromo |          |

## Anguilliformes
| Famiglia          | Nome scientifico         | Nome comune           | Origine | Habitat   | Immagine |
| ----------------- | ------------------------ | --------------------- | ------- | --------- | -------- |
| Synaphobranchidae | Dysomma brevirostre      | Muso rognoso          | nativo  | marino    |          |
| Muraenidae        | Gymnothorax unicolor     | Murena nera           | nativo  | marino    |          |
| Muraenidae        | Muraena helena           | Murena                | nativo  | marino    |          |
| Chlopsidae        | Chlopsis bicolor         | Grongo bicolore       | nativo  | marino    |          |
| Ophichthidae      | Apterichtus anguiformis  | Biscia di mare minore | nativo  | marino    |          |
| Ophichthidae      | Apterichtus caecus       | Biscia di mare cieca  | nativo  | marino    |          |
| Ophichthidae      | Dalophis imberbis        | Biscia di mare        | nativo  | marino    |          |
| Ophichthidae      | Echelus myrus            | Miro                  | nativo  | marino    |          |
| Ophichthidae      | Ophichthus rufus         | Biscia di mare rosa   | nativo  | marino    |          |
| Ophichthidae      | Ophisurus serpens        | Serpente di mare      | nativo  | marino    |          |
| Ophichthidae      | Pisodonophis semicinctus | Miro leopardo         | nativo  | marino    |          |
| Muraenesocidae    | Cynoponticus ferox       | Cino pontico          | nativo  | marino    |          |
| Nettastomatidae   | Facciolella oxyrhyncha   | Facciola              | nativo  | marino    |          |
| Nettastomatidae   | Nettastoma melanurum     | Becco d'anatra        | nativo  | marino    |          |
| Congridae         | Ariosoma balearicum      | Grongo delle Baleari  | nativo  | marino    |          |
| Congridae         | Conger conger            | Grongo                | nativo  | marino    |          |
| Congridae         | Gnathophis mystax        | Grongo nasuto         | nativo  | marino    |          |
| Nemichthyidae     | Nemichthys scolopaceus   | Beccaccino di mare    | nativo  | marino    |          |
| Anguillidae       | Anguilla anguilla        | Anguilla              | nativo  | catadromo |          |

## Atheriniformes
| Famiglia       | Nome scientifico        | Nome comune | Origine    | Habitat     | Immagine |
| -------------- | ----------------------- | ----------- | ---------- | ----------- | -------- |
| Atherinidae    | Atherina boyeri         | Latterino   | nativo     | anfidromo   |          |
| Atherinidae    | Atherina hepsetus       | Latterino   | nativo     | marino      |          |
| Atherinopsidae | Odontesthes bonariensis | Pesce re    | introdotto | acqua dolce |          |

## Aulopiformes
| Famiglia          | Nome scientifico         | Nome comune            | Origine | Habitat | Immagine |
| ----------------- | ------------------------ | ---------------------- | ------- | ------- | -------- |
| Alepisauridae     | Alepisaurus ferox        | Sauro feroce           | nativo  | marino  |          |
| Aulopidae         | Aulopus filamentosus     | Lacerto                | nativo  | marino  |          |
| Chlorophthalmidae | Chlorophthalmus agassizi | Occhiverdi             | nativo  | marino  |          |
| Evermannellidae   | Evermannella balbo       | Evermannella, Balbo    | nativo  | marino  |          |
| Ipnopidae         | Bathypterois dubius      | Ala filosa             | nativo  | marino  |          |
| Paralepididae     | Arctozenus risso         | Barracudina di risso   | nativo  | marino  |          |
| Paralepididae     | Lestidiops sphyrenoides  | Barracudina sfirenoide | nativo  | marino  |          |
| Paralepididae     | Paralepis speciosa       | Barracudina            | nativo  | marino  |          |
| Paralepididae     | Sudis hyalina            | Luccio imperiale       | nativo  | marino  |          |
| Synodontidae      | Synodus saurus           | Pesce lucertola        | nativo  | marino  |          |

## Batrachoidiformes
| Famiglia       | Nome scientifico         | Nome comune | Origine | Habitat | Immagine |
| -------------- | ------------------------ | ----------- | ------- | ------- | -------- |
| Batrachoididae | Halobatrachus didactylus | Pesce rospo | nativo  | marino  |          |

## Beloniformes
| Famiglia        | Nome scientifico          | Nome comune        | Origine | Habitat | Immagine |
| --------------- | ------------------------- | ------------------ | ------- | ------- | -------- |
| Belonidae       | Belone belone             | Aguglia            | nativo  | marino  |          |
| Belonidae       | Belone svetovidovi        | Aguglia striata    | nativo  | marino  |          |
| Belonidae       | Tylosurus acus acus       | Aguglia maggiore   | nativo  | marino  |          |
| Belonidae       | Tylosurus acus imperialis | Aguglia imperiale  | nativo  | marino  |          |
| Exocoetidae     | Cheilopogon heterurus     | Rondone del mare   | nativo  | marino  |          |
| Exocoetidae     | Exocoetus obtusirostris   | Pesce rondine      | nativo  | marino  |          |
| Exocoetidae     | Exocoetus volitans        | Pesce volante      | nativo  | marino  |          |
| Exocoetidae     | Hirundichthys rondeletii  | Rondinella di mare | nativo  | marino  |          |
| Scomberesocidae | Scomberesox saurus        | Costardella        | nativo  | marino  |          |

## Beryciformes
| Famiglia        | Nome scientifico           | Nome comune    | Origine    | Habitat | Immagine |
| --------------- | -------------------------- | -------------- | ---------- | ------- | -------- |
| Berycidae       | Beryx decadactylus         | Berice rosso   | nativo     | marino  |          |
| Berycidae       | Beryx splendens            | Berice rosso   | introdotto | marino  |          |
| Trachichthyidae | Hoplostethus mediterraneus | Pesce specchio | nativo     | marino  |          |

## Blennioidei|Blenniiformes
| Famiglia       | Nome scientifico            | Nome comune             | Origine | Habitat     | Immagine |
| -------------- | --------------------------- | ----------------------- | ------- | ----------- | -------- |
| Blenniidae     | Aidablennius sphynx         | Bavosa sfinge           | nativo  | marino      |          |
| Blenniidae     | Blennius ocellaris          | Bavosa occhiuta         | nativo  | marino      |          |
| Blenniidae     | Coryphoblennius galerita    | Bavosa galletto         | nativo  | marino      |          |
| Blenniidae     | Hypleurochilus bananensis   | Bavosa cornuta maggiore | nativo  | marino      |          |
| Blenniidae     | Lipophrys adriaticus        | Bavosa adriatica        | nativo  | marino      |          |
| Blenniidae     | Lipophrys canevae           | Bavosa gote gialle      | nativo  | marino      |          |
| Blenniidae     | Lipophrys dalmatinus        | Bavosa dalmata          | nativo  | marino      |          |
| Blenniidae     | Lipophrys nigriceps         | Bavosa rossa            | nativo  | marino      |          |
| Blenniidae     | Paralipophrys trigloides    | Bavosa capone           | nativo  | marino      |          |
| Blenniidae     | Parablennius gattorugine    | Bavosa ruggine          | nativo  | marino      |          |
| Blenniidae     | Parablennius incognitus     | Bavosa mediterranea     | nativo  | marino      |          |
| Blenniidae     | Parablennius pilicornis     | Bavosa capone minore    | nativo  | marino      |          |
| Blenniidae     | Parablennius rouxi          | Bavosa bianca           | nativo  | marino      |          |
| Blenniidae     | Parablennius sanguinolentus | Bavosa sanguigna        | nativo  | marino      |          |
| Blenniidae     | Parablennius tentacularis   | Bavosa cornuta          | nativo  | marino      |          |
| Blenniidae     | Parablennius pilicornis     | Bavosa capone minore    | nativo  | marino      |          |
| Blenniidae     | Parablennius zvonimiri      | Bavosa cervina          | nativo  | marino      |          |
| Blenniidae     | Salaria basilisca           | Bavosa basilisco        | nativo  | marino      |          |
| Blenniidae     | Salariopsis fluviatilis     | Cagnetta                | nativo  | acqua dolce |          |
| Blenniidae     | Salaria pavo                | Bavosa pavone           | nativo  | marino      |          |
| Blenniidae     | Scartella cristata          | Bavosa crestata         | nativo  | marino      |          |
| Clinidae       | Clinitrachus argentatus     | Bavosella d'alga        | nativo  | marino      |          |
| Tripterygiidae | Tripterygion delaisi        | Peperoncino giallo      | nativo  | marino      |          |
| Tripterygiidae | Tripterygion melanurus      | Peperoncino minore      | nativo  | marino      |          |
| Tripterygiidae | Tripterygion tripteronotus  | Peperoncino comune      | nativo  | marino      |          |

## Callionymiformes
| Famiglia      | Nome scientifico      | Nome comune            | Origine | Habitat | Immagine |
| ------------- | --------------------- | ---------------------- | ------- | ------- | -------- |
| Callionymidae | Callionymus fasciatus | Dragoncello/Dragonetto | nativo  | marino  |          |
| Callionymidae | Callionymus lyra      | Dragoncello/Dragonetto | nativo  | marino  |          |
| Callionymidae | Callionymus maculatus | Dragoncello macchiato  | nativo  | marino  |          |
| Callionymidae | Callionymus pusillus  | Dragoncello/Dragonetto | nativo  | marino  |          |
| Callionymidae | Callionymus risso     | Dragoncello minore     | nativo  | marino  |          |
| Callionymidae | Synchiropus phaeton   | Dragoncello rosa       | nativo  | marino  |          |

## Caproiformes
| Famiglia  | Nome scientifico | Nome comune   | Origine | Habitat | Immagine |
| --------- | ---------------- | ------------- | ------- | ------- | -------- |
| Caproidae | Capros aper      | Pesce tamburo | nativo  | marino  |          |

## Clupeiformes
| Famiglia    | Nome scientifico       | Nome comune                             | Origine | Habitat     | Immagine |
| ----------- | ---------------------- | --------------------------------------- | ------- | ----------- | -------- |
| Clupeidae   | Alosa agone            | Agone                                   | nativo  | acqua dolce |          |
| Clupeidae   | Alosa fallax           | Alosa o Cheppia                         | nativo  | marino      |          |
| Clupeidae   | Sardina pilchardus     | Sardina (adulti) Bianchetto (novellame) | nativo  | marino      |          |
| Clupeidae   | Sardinella aurita      | Alaccia                                 | nativo  | marino      |          |
| Clupeidae   | Sardinella maderensis  | Alaccia                                 | nativo  | marino      |          |
| Clupeidae   | Sprattus sprattus      | Papalina                                | nativo  | marino      |          |
| Engraulidae | Engraulis encrasicolus | Alice o Acciuga                         | nativo  | marino      |          |

## Cypriniformes
| Famiglia    | Nome scientifico            | Nome comune                | Origine    | Habitat     | Immagine |
| ----------- | --------------------------- | -------------------------- | ---------- | ----------- | -------- |
| Balitoridae | Barbatula barbatula         | Cobite barbatello          | nativo     | acqua dolce |          |
| Cobitidae   | Cobitis bilineata           | Cobite italiano            | endemico   | acqua dolce |          |
| Cobitidae   | Cobitis feroniae            | Cobite fluviale            | nativo     | acqua dolce |          |
| Cobitidae   | Cobitis zanandreai          | Cobite del Volturno        | nativo     | acqua dolce |          |
| Cobitidae   | Misgurnus anguillicaudatus  | Cobite di stagno orientale | introdotto | acqua dolce |          |
| Cobitidae   | Cobitis elongatoides        | Cobite danubiano           | introdotto | acqua dolce |          |
| Cobitidae   | Sabanejewia larvata         | Cobite mascherato          | endemico   | acqua dolce |          |
| Cyprinidae  | Abramis brama               | Abramide comune            | introdotto | acqua dolce |          |
| Cyprinidae  | Alburnus albidus            | Alborella meridionale      | nativo     | acqua dolce |          |
| Cyprinidae  | Alburnus arborella          | Alborella                  | nativo     | acqua dolce |          |
| Cyprinidae  | Aspius aspius               | Aspio                      | introdotto | acqua dolce |          |
| Cyprinidae  | Barbus barbus               | Barbo d'Oltralpe           | introdotto | acqua dolce |          |
| Cyprinidae  | Barbus caninus              | Barbo canino               | nativo     | acqua dolce |          |
| Cyprinidae  | Barbus balcanicus           | Barbo dell'Egeo            | nativo     | acqua dolce |          |
| Cyprinidae  | Luciobarbus graellsi        | Barbo di Graells           | introdotto | acqua dolce |          |
| Cyprinidae  | Barbus peloponnesius        | Barbo del Peloponneso      | introdotto | acqua dolce |          |
| Cyprinidae  | Barbus plebejus             | Barbo padano               | endemico   | acqua dolce |          |
| Cyprinidae  | Barbus tyberinus            | Barbo                      | endemico   | acqua dolce |          |
| Cyprinidae  | Blicca bjoerkna             | Blicca                     | introdotto | acqua dolce |          |
| Cyprinidae  | Carassius auratus           | Pesce rosso                | introdotto | acqua dolce |          |
| Cyprinidae  | Carassius gibelio           | Carassio                   | introdotto | acqua dolce |          |
| Cyprinidae  | Protochondrostoma genei     | Lasca                      | nativo     | acqua dolce |          |
| Cyprinidae  | Chondrostoma nasus          | Naso                       | introdotto | acqua dolce |          |
| Cyprinidae  | Chondrostoma soetta         | Savetta                    | nativo     | acqua dolce |          |
| Cyprinidae  | Ctenopharyngodon idella     | Amur                       | introdotto | acqua dolce |          |
| Cyprinidae  | Cyprinus carpio carpio      | Carpa                      | introdotto | acqua dolce |          |
| Cyprinidae  | Romanogobio benacensis      | Gobione padano             | nativo     | acqua dolce |          |
| Cyprinidae  | Gobio gobio                 | Gobione                    | introdotto | acqua dolce |          |
| Cyprinidae  | Hypophthalmichthys molitrix | Carpa argentata            | introdotto | acqua dolce |          |
| Cyprinidae  | Hypophthalmichthys nobilis  | Carpa testa grossa         | introdotto | acqua dolce |          |
| Cyprinidae  | Squalius cephalus           | Cavedano                   | introdotto | acqua dolce |          |
| Cyprinidae  | Squalius squalus            | Cavedano italico           | nativo     | acqua dolce |          |
| Cyprinidae  | Squalius lucumonis          | Cavedano dell'Ombrone      | endemico   | acqua dolce |          |
| Cyprinidae  | Telestes muticellus         | Vairone                    | nativo     | acqua dolce |          |
| Cyprinidae  | Barbatula barbatula         | Cobite barbatello          | nativo     | acqua dolce |          |
| Cyprinidae  | Pachychilon pictum          | Leucisco d'Albania         | introdotto | acqua dolce |          |
| Cyprinidae  | Phoxinus lumaireul          | Sanguinerola               | nativo     | acqua dolce |          |
| Cyprinidae  | Pseudorasbora parva         | Pseudorasbora              | introdotto | acqua dolce |          |
| Cyprinidae  | Rhodeus amarus              | Rodeo                      | introdotto | acqua dolce |          |
| Cyprinidae  | Leucos aula                 | Triotto                    | endemico   | acqua dolce |          |
| Cyprinidae  | Rutilus pigus               | Pigo                       | endemico   | acqua dolce |          |
| Cyprinidae  | Sarmarutilus rubilio        | Rovella                    | endemico   | acqua dolce |          |
| Cyprinidae  | Rutilus rutilus             | Gardon                     | introdotto | acqua dolce |          |
| Cyprinidae  | Scardinius hesperidicus     | Scardola padana            | nativo     | acqua dolce |          |
| Cyprinidae  | Scardinius scardafa         | Scardola etrusca           | endemico   | acqua dolce |          |
| Cyprinidae  | Telestes muticellus         | Vairone                    | nativo     | acqua dolce |          |
| Cyprinidae  | Tinca tinca                 | Tinca                      | nativo     | acqua dolce |          |

## Cyprinodontiformes
| Famiglia        | Nome scientifico   | Nome comune | Origine    | Habitat     | Immagine |
| --------------- | ------------------ | ----------- | ---------- | ----------- | -------- |
| Cyprinodontidae | Aphanius fasciatus | Nono        | nativo     | anfidromo   |          |
| Poeciliidae     | Gambusia affinis   | Gambusia    | introdotto | acqua dolce |          |
| Poeciliidae     | Gambusia holbrooki | Gambusia    | introdotto | acqua dolce |          |

## Esociformes
| Famiglia | Nome scientifico | Nome comune      | Origine    | Habitat     | Immagine |
| -------- | ---------------- | ---------------- | ---------- | ----------- | -------- |
| Esocidae | Esox cisalpinus  | Luccio cisalpino | nativo     | acqua dolce |          |
| Esocidae | Esox lucius      | Luccio           | introdotto | acqua dolce |          |

## Gadiformes
| Famiglia     | Nome scientifico             | Nome comune          | Origine    | Habitat     | Immagine |
| ------------ | ---------------------------- | -------------------- | ---------- | ----------- | -------- |
| Gadidae      | Gadiculus argenteus          | Pesce fico           | nativo     | marino      |          |
| Gadidae      | Merlangius merlangus         | Merlano              | nativo     | marino      |          |
| Gadidae      | Micromesistius poutassou     | Melù                 | nativo     | marino      |          |
| Gadidae      | Trisopterus luscus           | Merluzzo bruno       | nativo     | marino      |          |
| Gadidae      | Trisopterus minutus          | Merluzzetto          | nativo     | marino      |          |
| Lotidae      | Gaidropsarus biscayensis     | Motella di fondale   | nativo     | marino      |          |
| Lotidae      | Gaidropsarus mediterraneus   | Motella              | nativo     | marino      |          |
| Lotidae      | Gaidropsarus vulgaris        | Motella maculata     | nativo     | marino      |          |
| Lotidae      | Lota lota                    | Bottatrice           | introdotto | acqua dolce |          |
| Lotidae      | Molva dypterygia             | Molva blu            | nativo     | marino      |          |
| Lotidae      | Molva macrophthalma          | Molva occhione       | nativo     | marino      |          |
| Lotidae      | Molva molva                  | Molva                | nativo     | marino      |          |
| Macrouridae  | Coelorinchus caelorhincus    | Pesce topo           | nativo     | marino      |          |
| Macrouridae  | Caelorinchus occa            | Pesce sorcio         | nativo     | marino      |          |
| Macrouridae  | Coryphaenoides mediterraneus | Calinura             | nativo     | marino      |          |
| Macrouridae  | Hymenocephalus italicus      | Pesce topino         | nativo     | marino      |          |
| Macrouridae  | Nezumia aequalis             | Pesce sorcio camuso  | nativo     | marino      |          |
| Macrouridae  | Nezumia sclerorhynchus       | Pesce sorcio spinoso | nativo     | marino      |          |
| Macrouridae  | Trachyrhynchus scabrus       | Pizzuto              | nativo     | marino      |          |
| Merlucciidae | Merluccius merluccius        | Nasello              | nativo     | marino      |          |
| Moridae      | Eretmophorus kleinenbergi    | Eretmoforo           | nativo     | marino      |          |
| Moridae      | Gadella maraldi              | Gadella              | nativo     | marino      |          |
| Moridae      | Lepidion lepidion            | Musdea di fondo      | nativo     | marino      |          |
| Moridae      | Mora moro                    | Mora                 | nativo     | marino      |          |
| Moridae      | Physiculus dalwigki          | Musdea nera          | nativo     | marino      |          |
| Moridae      | Rhynchogadus hepaticus       | Gadorinco            | nativo     | marino      |          |
| Phycidae     | Phycis blennoides            | Musdea bianca        | nativo     | marino      |          |
| Phycidae     | Phycis phycis                | Musdea               | nativo     | marino      |          |

## Gasterosteiformes
| Famiglia       | Nome scientifico       | Nome comune | Origine | Habitat     | Immagine |
| -------------- | ---------------------- | ----------- | ------- | ----------- | -------- |
| Gasterosteidae | Gasterosteus aculeatus | Spinarello  | nativo  | acqua dolce |          |

## Gobiesociformes
| Famiglia     | Nome scientifico          | Nome comune            | Origine | Habitat | Immagine |
| ------------ | ------------------------- | ---------------------- | ------- | ------- | -------- |
| Gobiesocidae | Apletodon dentatus        | Succiascoglio          | nativo  | marino  |          |
| Gobiesocidae | Apletodon incognitus      | Succiascoglio minimo   | nativo  | marino  |          |
| Gobiesocidae | Diplecogaster bimaculata  | Succiascoglio maculato | nativo  | marino  |          |
| Gobiesocidae | Gouania willdenowi        | Succiascoglio minore   | nativo  | marino  |          |
| Gobiesocidae | Lepadogaster candolii     | Succiascoglio olivaceo | nativo  | marino  |          |
| Gobiesocidae | Lepadogaster lepadogaster | Succiascoglio          | nativo  | marino  |          |
| Gobiesocidae | Opeatogenys gracilis      | Succiascoglio pigmeo   | nativo  | marino  |          |

## Gobiiformes
| Famiglia | Nome scientifico              | Nome comune                      | Origine   | Habitat     | Immagine |
| -------- | ----------------------------- | -------------------------------- | --------- | ----------- | -------- |
| Gobiidae | Aphya minuta                  | Rossetto                         | nativo    | marino      |          |
| Gobiidae | Buenia affinis                | Ghiozzetto reticolato            | nativo    | marino      |          |
| Gobiidae | Chromogobius quadrivittatus   | Ghiozzo quadrifasciato           | nativo    | marino      |          |
| Gobiidae | Chromogobius zebratus         | Ghiozzo di Kolombatovic          | nativo    | marino      |          |
| Gobiidae | Corcyrogobius liechtensteini  | Ghiozzo di Liechtenstein         | nativo    | marino      |          |
| Gobiidae | Crystallogobius linearis      | Ghiozzetto cristallino           | nativo    | marino      |          |
| Gobiidae | Deltentosteus collonianus     | Ghiozzetto dentato               | nativo    | marino      |          |
| Gobiidae | Deltentosteus quadrimaculatus | Ghiozzetto quadrimaculato        | nativo    | marino      |          |
| Gobiidae | Didogobius schlieweni         | Ghiozzo leucomaculato            | nativo    | marino      |          |
| Gobiidae | Didogobius splechtnai         | Ghiozzo di Splechtna             | nativo    | marino      |          |
| Gobiidae | Gammogobius steinitzi         | Ghiozzo di Steinitz              | nativo    | marino      |          |
| Gobiidae | Gobius ater                   | Ghiozzo di Bellotti              | nativo    | marino      |          |
| Gobiidae | Gobius incognitus             | Ghiozzo rasposo                  | nativo    | marino      |          |
| Gobiidae | Gobius cobitis                | Ghiozzo testone                  | nativo    | marino      |          |
| Gobiidae | Gobius cruentatus             | Ghiozzo bocca rossa              | nativo    | marino      |          |
| Gobiidae | Gobius fallax                 | Ghiozzo fallace                  | nativo    | marino      |          |
| Gobiidae | Gobius geniporus              | Ghiozzo geniporo                 | nativo    | marino      |          |
| Gobiidae | Gobius niger                  | Ghiozzo nero                     | nativo    | marino      |          |
| Gobiidae | Gobius paganellus             | Ghiozzo paganello                | nativo    | marino      |          |
| Gobiidae | Gobius roulei                 | Ghiozzo di Roule                 | nativo    | marino      |          |
| Gobiidae | Gobius vittatus               | Ghiozzo listato                  | nativo    | marino      |          |
| Gobiidae | Gobius xanthocephalus         | Ghiozzo testa gialla             | nativo    | marino      |          |
| Gobiidae | Knipowitschia goerneri        | Ghiozzetto di Corfù              | alloctono | marino      |          |
| Gobiidae | Knipowitschia panizzae        | Ghiozzetto di laguna             | endemico  | acqua dolce |          |
| Gobiidae | Orsinigobius punctatissimus   | Panzarolo                        | endemico  | acqua dolce |          |
| Gobiidae | Lesueurigobius friesii        | Ghiozzetto a grosse squame       | nativo    | marino      |          |
| Gobiidae | Lesueurigobius suerii         | Ghiozzetto tigrato               | nativo    | marino      |          |
| Gobiidae | Millerigobius macrocephalus   | Ghiozzetto macrocefalo           | nativo    | marino      |          |
| Gobiidae | Odondebuenia balearica        | Ghiozzetto delle Baleari         | nativo    | marino      |          |
| Gobiidae | Padogobius martensi           | Ghiozzo padano                   | endemico  | acqua dolce |          |
| Gobiidae | Neogobius nigricans           | Ghiozzo etrusco                  | endemico  | acqua dolce |          |
| Gobiidae | Pomatoschistus bathi          | Ghiozzetto di Bath               | nativo    | marino      |          |
| Gobiidae | Ninnigobius canestrinii       | Ghiozzetto cenerino              | endemico  | acqua dolce |          |
| Gobiidae | Pomatoschistus knerii         | Ghiozzetto del Giglio            | nativo    | marino      |          |
| Gobiidae | Pomatoschistus marmoratus     | Ghiozzetto marmorizzato          | nativo    | marino      |          |
| Gobiidae | Pomatoschistus microps        | Ghiozzetto baltico               | nativo    | marino      |          |
| Gobiidae | Pomatoschistus minutus        | Ghiozzetto minuto                | nativo    | marino      |          |
| Gobiidae | Pomatoschistus norvegicus     | Ghiozzetto norvegese             | nativo    | marino      |          |
| Gobiidae | Pomatoschistus pictus         | Ghiozzetto pittato               | nativo    | marino      |          |
| Gobiidae | Pomatoschistus quagga         | Ghiozzetto quagga                | nativo    | marino      |          |
| Gobiidae | Pomatoschistus tortonesei     | Ghiozzetto di Faro               | endemico  | acqua dolce |          |
| Gobiidae | Pseudaphya ferreri            | Ghiozzetto pelagico              | nativo    | marino      |          |
| Gobiidae | Speleogobius trigloides       | Ghiozzo di grotta                | nativo    | marino      |          |
| Gobiidae | Thorogobius ephippiatus       | Ghiozzo leopardo                 | nativo    | marino      |          |
| Gobiidae | Thorogobius macrolepis        | Ghiozzo leopardo a grosse squame | nativo    | marino      |          |
| Gobiidae | Zosterisessor ophiocephalus   | Ghiozzo gò                       | nativo    | marino      |          |
| Gobiidae | Zebrus zebrus                 | Ghiozzo zebra                    | nativo    | marino      |          |

## Istiophoriformes
| Famiglia      | Nome scientifico     | Nome comune      | Origine | Habitat | Immagine |
| ------------- | -------------------- | ---------------- | ------- | ------- | -------- |
| Istiophoridae | Istiophorus albicans | Pesce vela       | nativo  | marino  |          |
| Istiophoridae | Tetrapturus albidus  | Marlin bianco    | nativo  | marino  |          |
| Istiophoridae | Tetrapturus belone   |                  | nativo  | marino  |          |
| Istiophoridae | Tetrapturus georgii  | Marlin atlantico | nativo  | marino  |          |
| Xiphiidae     | Xiphias gladius      | Pesce spada      | nativo  | marino  |          |

## Labriformes
| Famiglia      | Nome scientifico          | Nome comune             | Origine    | Habitat | Immagine |
| ------------- | ------------------------- | ----------------------- | ---------- | ------- | -------- |
| Labridae      | Acantholabrus palloni     | Tordo di fondale        | nativo     | marino  |          |
| Labridae      | Coris julis               | Donzella                | nativo     | marino  |          |
| Labridae      | Centrolabrus melanocercus | Tordo codanera          | nativo     | marino  |          |
| Labridae      | Ctenolabrus rupestris     | Tordo dorato            | nativo     | marino  |          |
| Labridae      | Labrus merula             | Tordo merlo             | nativo     | marino  |          |
| Labridae      | Labrus mixtus             | Tordo fischietto        | nativo     | marino  |          |
| Labridae      | Labrus viridis            | Tordo verde             | nativo     | marino  |          |
| Labridae      | Lappanella fasciata       | Tordo canino            | nativo     | marino  |          |
| Labridae      | Symphodus cinereus        | Tordo grigio            | nativo     | marino  |          |
| Labridae      | Symphodus doderleini      | Tordo fasciato          | nativo     | marino  |          |
| Labridae      | Symphodus mediterraneus   | Tordo rosso             | nativo     | marino  |          |
| Labridae      | Symphodus melops          | Tordo occhionero        | nativo     | marino  |          |
| Labridae      | Symphodus ocellatus       | Tordo ocellato          | nativo     | marino  |          |
| Labridae      | Symphodus rostratus       | Subietto                | nativo     | marino  |          |
| Labridae      | Symphodus tinca           | Tordo pavone            | nativo     | marino  |          |
| Labridae      | Thalassoma pavo           | Donzella pavonina       | nativo     | marino  |          |
| Labridae      | Xyrichtys novacula        | Pesce pettine           | nativo     | marino  |          |
| Pomacentridae | Abudefduf saxatilis       | Pesce damigella         | introdotto | marino  |          |
| Pomacentridae | Abudefduf vaigiensis      | Pesce sergente maggiore | introdotto | marino  |          |
| Pomacentridae | Chromis chromis           | Castagnola              | nativo     | marino  |          |
| Scaridae      | Sparisoma cretense        | Pesce pappagallo        | nativo     | marino  |          |

## Lampriformes
| Famiglia       | Nome scientifico          | Nome comune    | Origine | Habitat | Immagine |
| -------------- | ------------------------- | -------------- | ------- | ------- | -------- |
| Lampridae      | Lampris guttatus          | Pesce re       | nativo  | marino  |          |
| Lophotidae     | Lophotus lacepede         | Pesce liocorno | nativo  | marino  |          |
| Regalecidae    | Regalecus glesne          | Re di aringhe  | nativo  | marino  |          |
| Trachipteridae | Trachipterus trachypterus | Pesce nastro   | nativo  | marino  |          |
| Trachipteridae | Zu cristatus              | Pesce falce    | nativo  | marino  |          |

## Lophiiformes
| Famiglia    | Nome scientifico    | Nome comune        | Origine    | Habitat | Immagine |
| ----------- | ------------------- | ------------------ | ---------- | ------- | -------- |
| Chaunacidae | Chaunax suttkusi    |                    | introdotto | marino  |          |
| Lophiidae   | Lophius budegassa   | Budego, Pescatrice | nativo     | marino  |          |
| Lophiidae   | Lophius piscatorius | Rana pescatrice    | nativo     | marino  |          |

## Mugiliformes
| Famiglia  | Nome scientifico   | Nome comune         | Origine | Habitat   | Immagine |
| --------- | ------------------ | ------------------- | ------- | --------- | -------- |
| Mugilidae | Chelon labrosus    | Cefalo o Bosega     | nativo  | anfidromo |          |
| Mugilidae | Liza aurata        | Cefalo dorato       | nativo  | marino    |          |
| Mugilidae | Liza ramada        | Cefalo calamita     | nativo  | marino    |          |
| Mugilidae | Liza saliens       | Cefalo verzelata    | nativo  | marino    |          |
| Mugilidae | Mugil cephalus     | Cefalo vero/Muggine | nativo  | anfidromo |          |
| Mugilidae | Oedalechilus labeo | Cefalo labbrone     | nativo  | marino    |          |

## Myctophiformes
| Famiglia    | Nome scientifico          | Nome comune                | Origine | Habitat | Immagine |
| ----------- | ------------------------- | -------------------------- | ------- | ------- | -------- |
| Myctophidae | Benthosema glaciale       | Pesce lanterna glaciale    | nativo  | marino  |          |
| Myctophidae | Ceratoscopelus maderensis | Pesce lanterna di Madera   | nativo  | marino  |          |
| Myctophidae | Diaphus holti             | Occhio lucente minore      | nativo  | marino  |          |
| Myctophidae | Diaphus metopoclampus     | Muso lucente               | nativo  | marino  |          |
| Myctophidae | Diaphus rafinesquii       | Occhio lucente             | nativo  | marino  |          |
| Myctophidae | Electrona risso           | Elettrona                  | nativo  | marino  |          |
| Myctophidae | Gonichthys cocco          | Pesce lanterna nasuto      | nativo  | marino  |          |
| Myctophidae | Hygophum benoiti          | Pesce lampadina            | nativo  | marino  |          |
| Myctophidae | Hygophum hygomii          | Pesce lampada              | nativo  | marino  |          |
| Myctophidae | Lampanyctus crocodilus    | Pesce lanterna coccodrillo | nativo  | marino  |          |
| Myctophidae | Lampanyctus pusillus      | Pesce lanterna minore      | nativo  | marino  |          |
| Myctophidae | Lobianchia dofleini       | Coda brillante             | nativo  | marino  |          |
| Myctophidae | Lobianchia gemellarii     | Coda lucente               | nativo  | marino  |          |
| Myctophidae | Myctophum punctatum       | Pesce lanterna puntato     | nativo  | marino  |          |
| Myctophidae | Notoscopelus bolini       | Pesce lanterna             | nativo  | marino  |          |
| Myctophidae | Notoscopelus elongatus    | Pesce lanterna allungato   | nativo  | marino  |          |
| Myctophidae | Symbolophorus veranyi     | Simboloforo                | nativo  | marino  |          |

## Notacanthiformes
| Famiglia      | Nome scientifico           | Nome comune      | Origine | Habitat | Immagine |
| ------------- | -------------------------- | ---------------- | ------- | ------- | -------- |
| Halosauridae  | Halosaurus ovenii          | Alosauro         | nativo  | marino  |          |
| Notacanthidae | Notacanthus bonaparte      | Notacanto        | nativo  | marino  |          |
| Notacanthidae | Polyacanthonotus rissoanus | Anguilla spinosa | nativo  | marino  |          |

## Ophidiiformes
| Famiglia   | Nome scientifico       | Nome comune          | Origine | Habitat | Immagine |
| ---------- | ---------------------- | -------------------- | ------- | ------- | -------- |
| Bythitidae | Bellottia apoda        | Brotola apoda        | nativo  | marino  |          |
| Bythitidae | Cataetyx alleni        | Brotulide            | nativo  | marino  |          |
| Bythitidae | Cataetyx laticeps      | Brotulide atlantico  | nativo  | marino  |          |
| Bythitidae | Grammonus ater         | Brotola nera         | nativo  | marino  |          |
| Carapidae  | Carapus acus           | Galiotto             | nativo  | marino  |          |
| Carapidae  | Echiodon dentatus      | Galiotto dentato     | nativo  | marino  |          |
| Ophidiidae | Benthocometes robustus | Brotola gialla       | nativo  | marino  |          |
| Ophidiidae | Ophidion barbatum      | Galletto             | nativo  | marino  |          |
| Ophidiidae | Ophidion rochei        | Galletto pinnegialle | nativo  | marino  |          |
| Ophidiidae | Parophidion vassali    | Galletto rosso       | nativo  | marino  |          |

## Osmeriformes
| Famiglia        | Nome scientifico        | Nome comune            | Origine | Habitat | Immagine |
| --------------- | ----------------------- | ---------------------- | ------- | ------- | -------- |
| Argentinidae    | Argentina sphyraena     | Argentina              | nativo  | marino  |          |
| Argentinidae    | Glossanodon leioglossus | Argentina lingualiscia | nativo  | marino  |          |
| Microstomatidae | Microstoma microstoma   | Microstoma             | nativo  | marino  |          |
| Microstomatidae | Nansenia oblita         | Nansenia               | nativo  | marino  |          |
| Alepocephalidae | Alepocephalus rostratus | Testa nuda             | nativo  | marino  |          |

## Perciformes
| Famiglia        | Nome scientifico             | Nome comune             | Origine    | Habitat     | Immagine |
| --------------- | ---------------------------- | ----------------------- | ---------- | ----------- | -------- |
| Apogonidae      | Apogon imberbis              | Re di triglie           | nativo     | marino      |          |
| Bramidae        | Brama brama                  | Pesce castagna          | nativo     | marino      |          |
| Callanthiidae   | Callanthias ruber            | Canario rotondo         | nativo     | marino      |          |
| Carangidae      | Campogramma glaycos          | Leccia fasciata         | nativo     | marino      |          |
| Carangidae      | Caranx crysos                | Carango mediterraneo    | nativo     | marino      |          |
| Carangidae      | Caranx hippos                | Carango cavallo         | nativo     | marino      |          |
| Carangidae      | Caranx rhonchus              | Carango ronco           | nativo     | marino      |          |
| Carangidae      | Elegatis bipinnulata         | Seriolina               | nativo     | marino      |          |
| Carangidae      | Lichia amia                  | Leccia                  | nativo     | marino      |          |
| Carangidae      | Naucrates ductor             | Pesce pilota            | nativo     | marino      |          |
| Carangidae      | Pseudocaranx dentex          | Carango dentice         | nativo     | marino      |          |
| Carangidae      | Seriola carpenteri           |                         | introdotto | marino      |          |
| Carangidae      | Seriola dumerili             |                         | nativo     | marino      |          |
| Carangidae      | Seriola fasciata             | Ricciola fasciata       | introdotto | marino      |          |
| Carangidae      | Seriola rivoliana            | Ricciola oceanica       | introdotto | marino      |          |
| Carangidae      | Trachinotus ovatus           | Leccia stella           | nativo     | marino      |          |
| Carangidae      | Trachurus mediterraneus      | Sugarello maggiore      | nativo     | marino      |          |
| Carangidae      | Trachurus picturatus         | Sugarello pittato       | nativo     | marino      |          |
| Carangidae      | Trachurus trachurus          | Sugarello               | nativo     | marino      |          |
| Centracanthidae | Centracanthus cirrus         | Zerro musillo           | nativo     | marino      |          |
| Centracanthidae | Spicara flexuosa             | Garizzo                 | nativo     | marino      |          |
| Centracanthidae | Spicara maena                | Mennola                 | nativo     | marino      |          |
| Centracanthidae | Spicara smaris               | Zerro                   | nativo     | marino      |          |
| Centrarchidae   | Lepomis auritus              | Pesce sole di Redbreast | introdotto | acqua dolce |          |
| Centrarchidae   | Lepomis gibbosus             | Persico sole            | introdotto | acqua dolce |          |
| Centrarchidae   | Micropterus salmoides        | Persico trota           | introdotto | acqua dolce |          |
| Cepolidae       | Cepola macrophthalma         | Cepola                  | nativo     | marino      |          |
| Coryphaenidae   | Coryphaena hippurus          | Lampuga                 | nativo     | marino      |          |
| Echeneidae      | Remora australis             | Remora                  | nativo     | marino      |          |
| Echeneidae      | Remora remora                | Remora nera             | nativo     | marino      |          |
| Echeneidae      | Remora osteochir             | Remora grigia           | nativo     | marino      |          |
| Epigonidae      | Epigonus constanciae         | Re di triglie spinoso   | nativo     | marino      |          |
| Epigonidae      | Epigonus denticulatus        | Re di Triglie bruno     | nativo     | marino      |          |
| Epigonidae      | Epigonus telescopus          | Re di triglie nero      | nativo     | marino      |          |
| Epigonidae      | Microichthys coccoi          | Microittio              | nativo     | marino      |          |
| Epigonidae      | Microichthys sanzoi          | Microittio del Sanzo    | nativo     | marino      |          |
| Haemulidae      | Plectorhinchus mediterraneus |                         | nativo     | marino      |          |
| Haemulidae      | Pomadasys stridens           | Pesce porcellino        | introdotto | marino      |          |
| Kyphosidae      | Kyphosus saltatrix           | Pesce timone            | nativo     | marino      |          |
| Leiognathidae   | Leiognathus klunzingeri      | Musolungo               | introdotto | marino      |          |
| Lobotidae       | Lobotes surinamensis         | Pesce foglia            | nativo     | marino      |          |
| Luvaridae       | Luvarus imperialis           | Pesce fimperatore       | nativo     | marino      |          |
| Moronidae       | Dicentrarchus labrax         | Spigola                 | nativo     | anfidromo   |          |
| Moronidae       | Dicentrarchus punctatus      | Spigola macchiata       | nativo     | anfidromo   |          |
| Mullidae        | Mullus barbatus barbatus     | Triglia di fango        | nativo     | marino      |          |
| Mullidae        | Mullus surmuletus            | Triglia di scoglio      | nativo     | marino      |          |
| Percidae        | Gymnocephalus cernuus        | Acerina                 | introdotto | acqua dolce |          |
| Percidae        | Perca fluviatilis            | Pesce persico           | introdotto | acqua dolce |          |
| Percidae        | Sander lucioperca            | Lucioperca              | introdotto | acqua dolce |          |
| Polyprionidae   | Polyprion americanus         | Addotto                 | nativo     | marino      |          |
| Pomatomidae     | Pomatomus saltatrix          | Pesce serra             | nativo     | marino      |          |
| Sciaenidae      | Argyrosomus regius           | Bocca d'oro             | nativo     | marino      |          |
| Sciaenidae      | Sciaena umbra                | Corvina                 | nativo     | marino      |          |
| Sciaenidae      | Umbrina canariensis          | Ombrina delle Canarie   | nativo     | marino      |          |
| Sciaenidae      | Umbrina cirrosa              | Ombrina                 | nativo     | marino      |          |
| Sciaenidae      | Umbrina ronchus              | Ombrina fosca           | nativo     | marino      |          |
| Serranidae      | Anthias anthias              | Castagnola rossa        | nativo     | marino      |          |
| Serranidae      | Epinephelus aeneus           | Cernia bronzina         | nativo     | marino      |          |
| Serranidae      | Epinephelus caninus          | Cernia nera             | nativo     | marino      |          |
| Serranidae      | Epinephelus coioides         | Cernia indopacifica     | nativo     | marino      |          |
| Serranidae      | Epinephelus costae           | Cernia dorata           | nativo     | marino      |          |
| Serranidae      | Epinephelus marginatus       | Cernia bruna            | nativo     | marino      |          |
| Serranidae      | Mycteroperca rubra           | Cernia rossa            | nativo     | marino      |          |
| Serranidae      | Serranus cabrilla            | Perchia                 | nativo     | marino      |          |
| Serranidae      | Serranus hepatus             | Sacchetto               | nativo     | marino      |          |
| Serranidae      | Serranus scriba              | Sciarrano               | nativo     | marino      |          |
| Sparidae        | Boops boops                  | Boga                    | nativo     | marino      |          |
| Sparidae        | Crenidens crenidens          |                         | introdotto | marino      |          |
| Sparidae        | Dentex dentex                | Dentice                 | nativo     | marino      |          |
| Sparidae        | Dentex gibbosus              | Dentice corazziere      | nativo     | marino      |          |
| Sparidae        | Dentex macrophthalmus        | Dentice occhione        | nativo     | marino      |          |
| Sparidae        | Diplodus annularis           | Sparaglione             | nativo     | marino      |          |
| Sparidae        | Diplodus cervinus            | Sarago faraone          | nativo     | marino      |          |
| Sparidae        | Diplodus puntazzo            | Sarago pizzuto          | nativo     | marino      |          |
| Sparidae        | Diplodus sargus              | Sarago maggiore         | nativo     | marino      |          |
| Sparidae        | Diplodus vulgaris            | Sarago fasciato         | nativo     | marino      |          |
| Sparidae        | Oblada melanurus             | Occhiata                | nativo     | marino      |          |
| Sparidae        | Pagellus acarne              | Pagello bastardo        | nativo     | marino      |          |
| Sparidae        | Pagellus bogaraveo           | Rovello                 | nativo     | marino      |          |
| Sparidae        | Pagellus erythrinus          | Pagello fragolino       | nativo     | marino      |          |
| Sparidae        | Pagrus auriga                | Pagro reale             | nativo     | marino      |          |
| Sparidae        | Pagrus caeruleostictus       | Pagro reale maschio     | nativo     | marino      |          |
| Sparidae        | Pagrus pagrus                | Pagro                   | nativo     | marino      |          |
| Sparidae        | Sarpa salpa                  | Salpa                   | nativo     | marino      |          |
| Sparidae        | Sparus aurata                | Orata                   | nativo     | marino      |          |
| Sparidae        | Spondyliosoma cantharus      | Tanuta                  | nativo     | marino      |          |

## Pleuronectiformes
| Famiglia       | Nome scientifico           | Nome comune        | Origine | Habitat   | Immagine |
| -------------- | -------------------------- | ------------------ | ------- | --------- | -------- |
| Citharidae     | Citharus linguatula        | Linguattola        | nativo  | marino    |          |
| Scophthalmidae | Lepidorhombus whiffiagonis | Rombo giallo       | nativo  | marino    |          |
| Scophthalmidae | Lepidorhombus boscii       | Rombo quattrocchi  | nativo  | marino    |          |
| Scophthalmidae | Psetta maxima              | Rombo chiodato     | nativo  | marino    |          |
| Scophthalmidae | Scophthalmus rhombus       | Rombo liscio       | nativo  | marino    |          |
| Scophthalmidae | Zeugopterus regius         | Rombo peloso       | nativo  | marino    |          |
| Bothidae       | Arnoglossus grohmanni      |                    | nativo  | marino    |          |
| Bothidae       | Arnoglossus imperialis     | Suacia imperiale   | nativo  | marino    |          |
| Bothidae       | Arnoglossus kessleri       | Suacia fosca       | nativo  | marino    |          |
| Bothidae       | Arnoglossus laterna        | Suacia             | nativo  | marino    |          |
| Bothidae       | Arnoglossus rueppelii      | Suacia cianchetta  | nativo  | marino    |          |
| Bothidae       | Arnoglossus thori          | Suacia mora        | nativo  | marino    |          |
| Bothidae       | Bothus podas               | Rombo di rena      | nativo  | marino    |          |
| Pleuronectidae | Platichthys flesus         | Passera nana       | nativo  | anfidromo |          |
| Soleidae       | Bathysolea profundicola    | Sogliola batifila  | nativo  | marino    |          |
| Soleidae       | Buglossidium luteum        | Sogliola gialla    | nativo  | marino    |          |
| Soleidae       | Microchirus ocellatus      | Sogliola occhiuta  | nativo  | marino    |          |
| Soleidae       | Microchirus variegatus     | Sogliola variegata | nativo  | marino    |          |
| Soleidae       | Monochirus hispidus        | Sogliola pelosa    | nativo  | marino    |          |
| Soleidae       | Pegusa impar               | Sogliola adriatica | nativo  | marino    |          |
| Soleidae       | Pegusa lascaris            | Sogliola dal porro | nativo  | marino    |          |
| Soleidae       | Pegusa nasuta              | Sogliola nasuta    | naitvo  | marino    |          |
| Soleidae       | Solea aegyptiaca           | Sogliola egiziana  | nativo  | marino    |          |
| Soleidae       | Solea solea                | Sogliola           | nativo  | marino    |          |
| Soleidae       | Synapturichthys kleinii    | Sogliola turca     | nativo  | marino    |          |
| Cynoglossidae  | Symphurus ligulatus        | Lingualunga        | nativo  | marino    |          |
| Cynoglossidae  | Symphurus nigrescens       | Lingua di cane     | nativo  | marino    |          |

## Salmoniformes
| Famiglia   | Nome scientifico         | Nome comune             | Origine          | Habitat     | Immagine |
| ---------- | ------------------------ | ----------------------- | ---------------- | ----------- | -------- |
| Salmonidae | Coregonus clupeaformis   | Coregone                | non stabilizzato | acqua dolce |          |
| Salmonidae | Coregonus lavaretus      | Lavarello               | introdotto       | acqua dolce |          |
| Salmonidae | Coregonus wartmanni      | Coregone blaufelchen    | introdotto       | acqua dolce |          |
| Salmonidae | Hucho hucho              | Salmone del Danubio     | introdotto       | acqua dolce |          |
| Salmonidae | Oncorhynchus kisutch     | Salmone argentato       | non stabilizzato | anadromo    |          |
| Salmonidae | Oncorhynchus mykiss      | Trota iridea            | introdotto       | acqua dolce |          |
| Salmonidae | Oncorhynchus tshawytscha | Salmone reale           | non stabilizzato | acqua dolce |          |
| Salmonidae | Salmo carpio             | Carpione del Garda      | endemico         | acqua dolce |          |
| Salmonidae | Salmo cettii             | Trota sarda             | endemico         | acqua dolce |          |
| Salmonidae | Salmo fibreni            | Carpione del Fibreno    | endemico         | acqua dolce |          |
| Salmonidae | Salmo marmoratus         | Trota marmorata         | nativo           | acqua dolce |          |
| Salmonidae | Salmo trutta             | Trota fario             | introdotto       | acqua dolce |          |
| Salmonidae | Salvelinus umbla         | Salmerino alpino        | introdotto       | acqua dolce |          |
| Salmonidae | Salvelinus fontinalis    | Salmerino di fontana    | introdotto       | acqua dolce |          |
| Salmonidae | Salvelinus namaycush     | Trota di lago americana | introdotto       | acqua dolce |          |
| Salmonidae | Salvelinus umbla         |                         | nativo           | acqua dolce |          |
| Salmonidae | Thymallus thymallus      | Temolo                  | introdotto       | acqua dolce |          |

## Scombriformes
| Famiglia       | Nome scientifico          | Nome comune               | Origine | Habitat | Immagine |
| -------------- | ------------------------- | ------------------------- | ------- | ------- | -------- |
| Gempylidae     | Ruvettus pretiosus        | Ruvetto                   | nativo  | marino  |          |
| Trichiuridae   | Lepidopus caudatus        | Pesce sciabola            | nativo  | marino  |          |
| Trichiuridae   | Trichiurus lepturus       | Trachino di fondo         | nativo  | marino  |          |
| Scombridae     | Auxis rochei              | Tombarello                | nativo  | marino  |          |
| Scombridae     | Euthynnus alletteratus    | Alletterato               | nativo  | marino  |          |
| Scombridae     | Katsuwonus pelamis        | Tonnetto striato          | nativo  | marino  |          |
| Scombridae     | Orcynopsis unicolor       | Palamita bianca           | nativo  | marino  |          |
| Scombridae     | Sarda sarda               | Palamita                  | nativo  | marino  |          |
| Scombridae     | Scomber colias            | Lanzardo                  | nativo  | marino  |          |
| Scombridae     | Scomber scombrus          | Sgombro                   | nativo  | marino  |          |
| Scombridae     | Thunnus alalunga          | Tonno alalonga (o bianco) | nativo  | marino  |          |
| Scombridae     | Thunnus thynnus           | Tonno rosso               | nativo  | marino  |          |
| Centrolophidae | Centrolophus niger        | Ricciola di fondale       | nativo  | marino  |          |
| Centrolophidae | Schedophilus medusophagus | Mangiameduse              | nativo  | marino  |          |
| Centrolophidae | Schedophilus ovalis       | Centrolofo viola          | nativo  | marino  |          |
| Nomeidae       | Cubiceps gracilis         | Centrolofo alalunga       | nativo  | marino  |          |
| Tetragonuridae | Tetragonurus cuvieri      | Tetragonuro               | nativo  | marino  |          |
| Stromateidae   | Stromateus fiatola        | Fiatola                   | nativo  | marino  |          |

## Scorpaeniformes
| Famiglia        | Nome scientifico          | Nome comune               | Origine  | Habitat     | Immagine |
| --------------- | ------------------------- | ------------------------- | -------- | ----------- | -------- |
| Cottidae        | Cottus gobio              | Scazzone                  | nativo   | acqua dolce |          |
| Cottidae        | Cottus scaturigo          | Scazzone del Timavo       | endemico | acqua dolce |          |
| Cottidae        | Taurulus bubalis          | Scazzone marino           | nativo   | marino      |          |
| Dactylopteridae | Dactylopterus volitans    | Pesce civetta             | nativo   | marino      |          |
| Liparidae       | Eutelichthys leptochirus  | Paraliparide              | nativo   | marino      |          |
| Peristediidae   | Peristedion cataphractum  | Pesca forca               | nativo   | marino      |          |
| Scorpaenidae    | Scorpaena notata          | Scorfanotto               | nativo   | marino      |          |
| Scorpaenidae    | Scorpaena porcus          | Scorfano nero             | nativo   | marino      |          |
| Scorpaenidae    | Scorpaena scrofa          | Scorfano rosso            | nativo   | marino      |          |
| Scorpaenidae    | Scorpaenodes arenai       | Scorpenopode mediterraneo | nativo   | marino      |          |
| Sebastidae      | Helicolenus dactylopterus | Scorfano di fondale       | nativo   | marino      |          |
| Triglidae       | Aspitrigla cuculus        | Capone coccio             | nativo   | marino      |          |
| Triglidae       | Chelidonichthys lastoviza | Capone ubriaco            | nativo   | marino      |          |
| Triglidae       | Chelidonichthys lucernus  | Capone gallinella         | nativo   | marino      |          |
| Triglidae       | Chelidonichthys obscurus  | Capone gavotta            | nativo   | marino      |          |
| Triglidae       | Eutrigla gurnardus        | Capone gorno              | nativo   | marino      |          |
| Triglidae       | Lepidotrigla cavillone    | Caviglione                | nativo   | marino      |          |
| Triglidae       | Trigla lyra               | Capone lira               | nativo   | marino      |          |

## Stomiiformes
| Famiglia        | Nome scientifico               | Nome comune          | Origine | Habitat | Immagine |
| --------------- | ------------------------------ | -------------------- | ------- | ------- | -------- |
| Gonostomatidae  | Cyclothone braueri             | Boccatonda           | nativo  | marino  |          |
| Gonostomatidae  | Cyclothone pygmaea             | Boccatonda nana      | nativo  | marino  |          |
| Gonostomatidae  | Gonostoma denudatum            | Bocca spinosa        | nativo  | marino  |          |
| Phosichthyidae  | Ichthyococcus ovatus           | Ittiococco           | nativo  | marino  |          |
| Phosichthyidae  | Vinciguerria attenuata         | Vinciguerria sottile | nativo  | marino  |          |
| Phosichthyidae  | Vinciguerria poweriae          | Vinciguerria         | nativo  | marino  |          |
| Sternoptychidae | Argyropelecus hemigymnus       | Ascia d'argento      | nativo  | marino  |          |
| Sternoptychidae | Maurolicus muelleri            | Maurolico            | nativo  | marino  |          |
| Sternoptychidae | Valenciennellus tripunctulatus | Valencienello        | nativo  | marino  |          |
| Stomiidae       | Bathophilus nigerrimus         | Batofilo nero        | nativo  | marino  |          |
| Stomiidae       | Chauliodus sloani              | Vipera di mare       | nativo  | marino  |          |
| Stomiidae       | Stomias boa boa                | Drago di mare        | nativo  | marino  |          |

## Syngnathiformes
| Famiglia     | Nome scientifico        | Nome comune         | Origine | Habitat   | Immagine |
| ------------ | ----------------------- | ------------------- | ------- | --------- | -------- |
| Centriscidae | Macroramphosus scolopax | Pesce trombetta     | nativo  | marino    |          |
| Syngnathidae | Hippocampus guttulatus  | Cavalluccio marino  | nativo  | marino    |          |
| Syngnathidae | Hippocampus hippocampus | Cavalluccio marino  | nativo  | marino    |          |
| Syngnathidae | Nerophis maculatus      | Pesce ago macchiato | nativo  | marino    |          |
| Syngnathidae | Nerophis ophidion       | Pesce ago sottile   | nativo  | marino    |          |
| Syngnathidae | Syngnathus abaster      | Pesce ago di rio    | nativo  | anfidromo |          |
| Syngnathidae | Syngnathus acus         | Pesce ago           | nativo  | marino    |          |
| Syngnathidae | Syngnathus phlegon      | Pesce ago pelagico  | nativo  | marino    |          |
| Syngnathidae | Syngnathus taenionotus  | Pesce ago adriatico | nativo  | anfidromo |          |
| Syngnathidae | Syngnathus tenuirostris | Pesce ago musino    | nativo  | marino    |          |
| Syngnathidae | Syngnathus typhle       | Pesce ago cavallino | nativo  | marino    |          |

## Tetraodontiformes
| Famiglia       | Nome scientifico          | Nome comune             | Origine    | Habitat | Immagine |
| -------------- | ------------------------- | ----------------------- | ---------- | ------- | -------- |
| Balistidae     | Balistes capriscus        | Pesce balestra          | nativo     | marino  |          |
| Monacanthidae  | Stephanolepis diaspros    | Pesce balestra africano | introdotto | marino  |          |
| Tetraodontidae | Lagocephalus lagocephalus | Capolepre               | nativo     | marino  |          |
| Tetraodontidae | Lagocephalus sceleratus   | Pesce palla argenteo    | introdotto | marino  |          |
| Tetraodontidae | Sphoeroides marmoratus    | Pesce palla marmorato   | introdotto | marino  |          |
| Tetraodontidae | Sphoeroides pachygaster   | Pesce palla             | introdotto | marino  |          |
| Molidae        | Mola mola                 | Pesce luna              | nativo     | marino  |          |
| Molidae        | Ranzania laevis           | Pesce luna troncato     | nativo     | marino  |          |

## Trachiniformes
| Famiglia      | Nome scientifico        | Nome comune       | Origine | Habitat | Immagine |
| ------------- | ----------------------- | ----------------- | ------- | ------- | -------- |
| Ammodytidae   | Gymnammodytes cicerelus | Cicerello         | nativo  | marino  |          |
| Trachinidae   | Echiichthys vipera      | Tracina vipera    | nativo  | marino  |          |
| Trachinidae   | Trachinus araneus       | Tracina ragno     | nativo  | marino  |          |
| Trachinidae   | Trachinus draco         | Tracina drago     | nativo  | marino  |          |
| Trachinidae   | Trachinus radiatus      | Trachino di fondo | nativo  | marino  |          |
| Uranoscopidae | Uranoscopus scaber      | Pesce prete       | nativo  | marino  |          |

## Zeiformes
| Famiglia | Nome scientifico | Nome comune      | Origine | Habitat | Immagine |
| -------- | ---------------- | ---------------- | ------- | ------- | -------- |
| Zeidae   | Zeus faber       | Pesce San Pietro | nativo  | marino  |          |